# Rhade (Adelsgeschlecht)

Wappen derer von Rhade

Rhade (auch Rhaden, Raden) ist der Name eines ursprünglich rügischen Adelsgeschlechts, das sich über Pommern und Mecklenburg nach Dänemark und Brandenburg ausbreiten konnte und dessen Zweige gegenwärtig fortbestehen.
Die Familie ist mit der stiftsbremischen beziehungsweise kurländischen Familie Rahden nicht stammverwandt, sondern von dieser zu unterscheiden.

## Geschichte
Das Geschlecht fand erstmals mit dem Knappen Hinske van den Rode am 6. Januar 1316 urkundliche Erwähnung. Ritter Klaus van den Rode trat am 9. September 1370 beziehungsweise am 29. Juli 1383 urkundlich auf. Von Nicolaus et Hinricus dicti de Rode, famuli, ist vom 25. November 1374 der älteste Siegelabdruck bekannt.
Die gesicherte Stammreihe beginnt mit dem Erbherrn auf Sissow Matthäus vamme Rhade, welcher im Jahre 1524 urkundlich auftrat. Ein Zusammenhang mit dem gleichnamigen erloschenen Stralsunder Stadtgeschlecht ähnlichen Wappens ist nicht erwiesen, wird aber von einigen Autoren angenommen.
Der königlich preußische Geheime Expeditionssekretär und Kammergerichtsassessor in Berlin, Hermann von Rhaden († 1848), hat ebendort am 26. Dezember 1836 die Erlaubnis zur Führung des Freiherrntitels „ad personam“ erhalten.

## Historischer Güterbesitz
in Pommern
1590 Bargelow, Büdel, 1794 Carow, 1517–1620 Garlepow, 1500–1663 Glützow, 1794 Gollwitz, 1620 Heinrichshagen, 1508–1620 Kowall, 1592 Lantzkewitz, 1620–1670 Lehmen, 1560 Meckewitz, 1550 Murckwitz, 1620 Nedderhof, 1495 Neparnitz, 1661 Pressnitz, 1721 Rosengarten, 1689 Russow, 1495–1703 Sissow, 1620–1661 Swantau, 1620–1670 Weese, 1848 Funkenhagen.
in Brandenburg
- im Barnim: 1671 bis 1694 Löhme[4]
- in der Neumark: Giesenbrügge, Grahlow, 1728–1738 Hähnichen, Langenfeld, Pollichen
- in der Oberlausitz: Beinsdorf

in Mecklenburg-Strelitz
1782 Gahlenbeck, 1753–1794 Helpt, bis 1838 Wittenhagen

## Wappen
Das Wappen zeigt im von Blau und Silber gespaltenden Schild zwei ins Andreaskreuz gelegte Streithämmer mit goldenen Handgriffen, belegt mit einem grünen Kranz, der mit acht (gelegentlich auch nur vier) roten Rosen durchflochten ist. Auf dem Helm mit rot-silber-blauen Decken die Streithämmer hinter einem natürlichen Pfauenwedel.

## Angehörige
- Anton August von Rhaden (1757–19. Jhdt.), preußischer Offizier und Landrat
- Achatius von Rhaden († 1620), pommerscher Rat und Amtmann des Amtes Eldena
- Christian Ludwig Adolph von Rhade (1764–1813), preußischer Rittmeister und Landrat, Gutsherr auf Gralow und Wittenhagen
- Christoph Ernst von Rhaden (17. Jh.), kaiserlicher Oberstleutnant und nachmaliger pommerscher Oberjägermeister
- Hermann von Rode, 1364–1377 Bürgermeister von Stralsund
- Lucius von Rhaden († 1686), kurbrandenburgischer Vizekanzler, Geheimer Rat und Landschaftsdirektor[5]
- Friedrich Benjamin von Rhaden, 1794 Ritter des Ordens Pour le Mérite
- Gottlieb Wilhelm von Rhade (1715–1779), herzoglich mecklenburg-strelitzscher Verwaltungsbeamter als Drost in Mirow